# روور ۲۰۰ / ۲۵
روور ۲۰۰ / ۲۵ (Rover ۲۰۰ / ۲۵) خودرویی است که در سال‌های ۱۹۸۴ تا ۲۰۰۵(بیش از ۱٬۴۸۲٬۰۰۰ ماشین ساخته شد)تولید شده‌است. طراحی آن خودروهای موتور جلو-محور جلو بوده است.